# Museo de Arte Contemporáneo de Barcelona
El MACBA Museo de Arte Contemporáneo de Barcelona (oficialmente en catalán: MACBA Museu d'Art Contemporani de Barcelona), conocido también por sus siglas MACBA, está dedicado a la exposición de arte y a las prácticas culturales contemporáneas. Se encuentra ubicado en el barrio de El Raval de la ciudad de Barcelona, muy cerca del Centro de Cultura Contemporánea de Barcelona. Está declarado museo de interés nacional por la Generalidad de Cataluña. Actualmente su directora es Elvira Dyangani Ose.

## Historia
La idea de establecer un museo de estas características en Barcelona se debe al escritor y crítico de arte Alexandre Cirici-Pellicer quien en 1953 ideó, fundó y presidió la Associació d'Artistes Actuals (1956-1965), formada por artistas, críticos y aficionados al arte, que contribuyeron a la creación de una colección creada sobre la base de un proyecto a semejanza del Museo de Arte Moderno de Nueva York. Realizaron diversas exposiciones itinerantes con obras de artistas de la época y certámenes anuales como el célebre Salón de mayo (1956-1969), en Barcelona. La muestra El arte y la paz, celebrada el 1963 y que tenía un claro contenido antifranquista, supuso el fin de la idea de Cirici. La colección hasta entonces recopilada se depositó en la Biblioteca Museo Víctor Balaguer de Villanueva y Geltrú, donde se puede visitar actualmente.
La idea no fue recuperada hasta el 1985, cuando se creó un consorcio del que formaban parte el Ayuntamiento de Barcelona y la Generalidad de Cataluña. Se decidió ubicar el nuevo museo en la antigua Casa de la Caridad. Un año después, el 1986, el entonces alcalde de Barcelona Pasqual Maragall, encargó la construcción de un nuevo edificio para que fuera la sede del futuro museo. La construcción de la que sería la sede del museo se encargó al arquitecto estadounidense Richard Meier.
El 1987 se constituyó la Fundación Museo de Arte Contemporáneo, de carácter privado, que se unió al consorcio formado por las dos administraciones públicas. El MACBA abrió sus puertas el 28 de noviembre de 1995.

## Edificios
Actualmente el MACBA ocupa varios edificios alrededor de la plaza dels Àngels: el edificio principal, el centro de documentación y el Convento de los Ángeles.

### Edificio principal

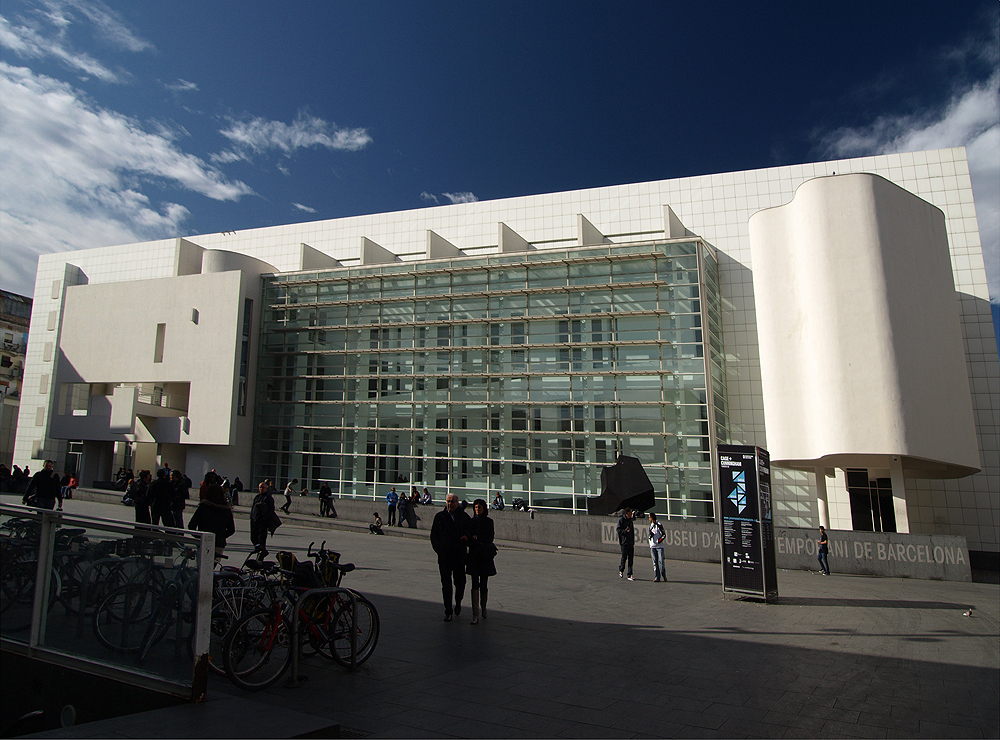
Edificio del MACBA, obra de Richard Meier

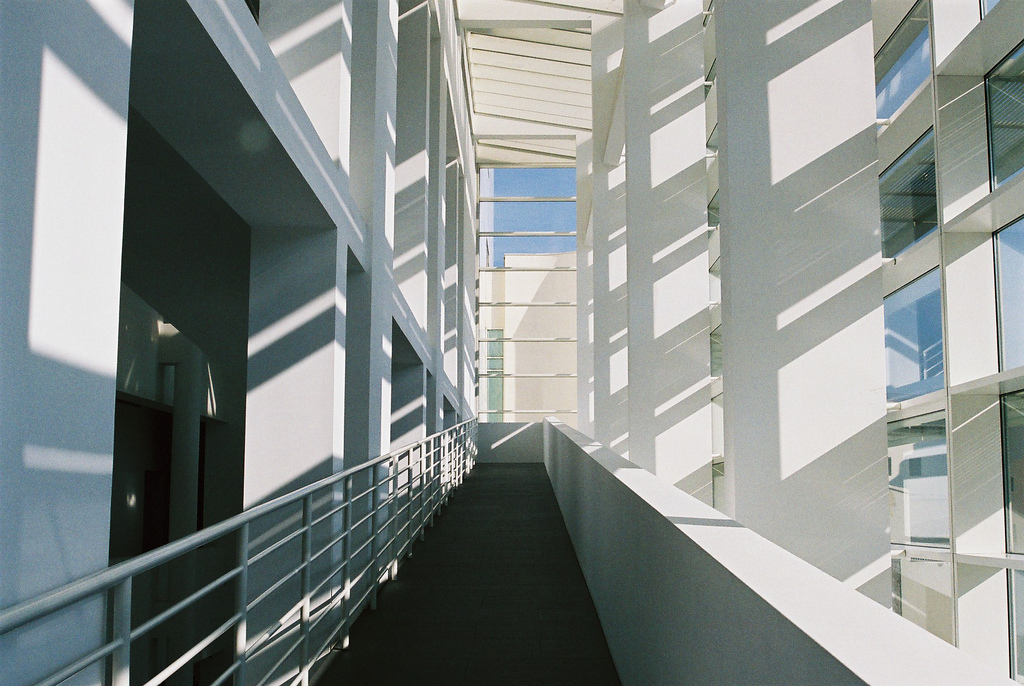
Interior del MACBA

El edificio principal del MACBA, con 14 300 m² útiles, es obra del arquitecto estadounidense Richard Meier. Proyectado en 1990, su construcción se inició en 1991 y se prolongó hasta 1995. El jefe de proyecto fue Renny Logan. El objetivo del edificio era unir el arte contemporáneo expuesto en el interior con las formas históricas de los edificios que la rodean. La utilización del color blanco, complementada por el uso de claraboyas de vidrio y de materiales reflectantes, hace que el edificio disponga de una especial luminosidad. La obra de Meier está influenciada por los trabajos de Le Corbusier y hace una reinterpretación del racionalismo. En este proyecto se puede observar la combinación de espacios rectas con líneas curvas, donde la luz exterior juega un papel muy importante.
El entonces alcalde de Barcelona Pasqual Maragall conoció Richard Meier en un debate en el Foro Económico Mundial de Davos, donde le consultó qué tipo de edificio le gustaría proyectar para en la Barcelona Olímpica, y este le dijo que un museo. Al cabo de unos meses, el alcalde le encargó el proyecto, que era el elemento central de un plan director para la renovación del barrio del Raval, que también incorporaba la rehabilitación de la Casa de la Caridad y la ampliación de la Universidad de Barcelona, entre otras propuestas.
Según el propio Meier, "El barrio del Raval de Barcelona se encontraba en su nadir. Necesitaba desesperadamente luz, aire, espacios públicos abiertos y un corazón. El compromiso claro de la ciudad con las mejoras radicales que introducía su plan director para nuevas instituciones culturales fue un catalizador clave que propició un proceso muy positivo y fluido. "Para vincular el proyecto con el espacio, Meier contó con los consejos de especialistas como Leopoldo Rodés y el entonces arquitecto jefe de la ciudad, Josep Acebillo, entre otros. El proyecto quería mejorar los espacios abiertos de la zona.
- Entradas: La entrada al museo, situada en el centro de la fachada principal, da acceso a un vestíbulo de forma cilíndrica desde el que accede, por medio de unas rampas, a las diferentes galerías en que se realizan las exposiciones. Junto a la entrada hay un pasaje que conecta con un jardín posterior y separa la planta baja en dos zonas. En la parte izquierda quedan la librería y la zona privada ya la derecha el vestíbulo de acceso.

En la fachada lateral oeste se encuentra el acceso a las 7 plantas de oficinas (1475 m²) y un muelle de descarga. Las reservas del museo ocupan 2250 m² y se encuentran ubicadas en el sótano.
- Rampas: Según palabras del arquitecto, «Las rampas que unen una planta con la otra a partir de este eje pretenden formar parte tanto de la plaza dels Àngels como del MACBA, y desdibujar la separación entre el interior y el exterior."[13]
- Auditorio: El Auditorio del MACBA, con capacidad para 200 personas, se encuentra situado en el sótano del edificio principal. Se accede por unas escaleras que hay en el jardín de la zona posterior, aunque también tiene una entrada desde dentro del museo. Se construyó en 2004 a raíz de la necesidad de tener un espacio donde desarrollar las diversas actividades que tenían lugar en el museo. Ocupa un espacio inicialmente diseñado para albergar el servicio educativo del museo. Se habilitó con mobiliario desmontable para convertirlo en un espacio flexible donde tienen lugar conferencias, conciertos y otras acciones artísticas.

### Convent dels Àngels

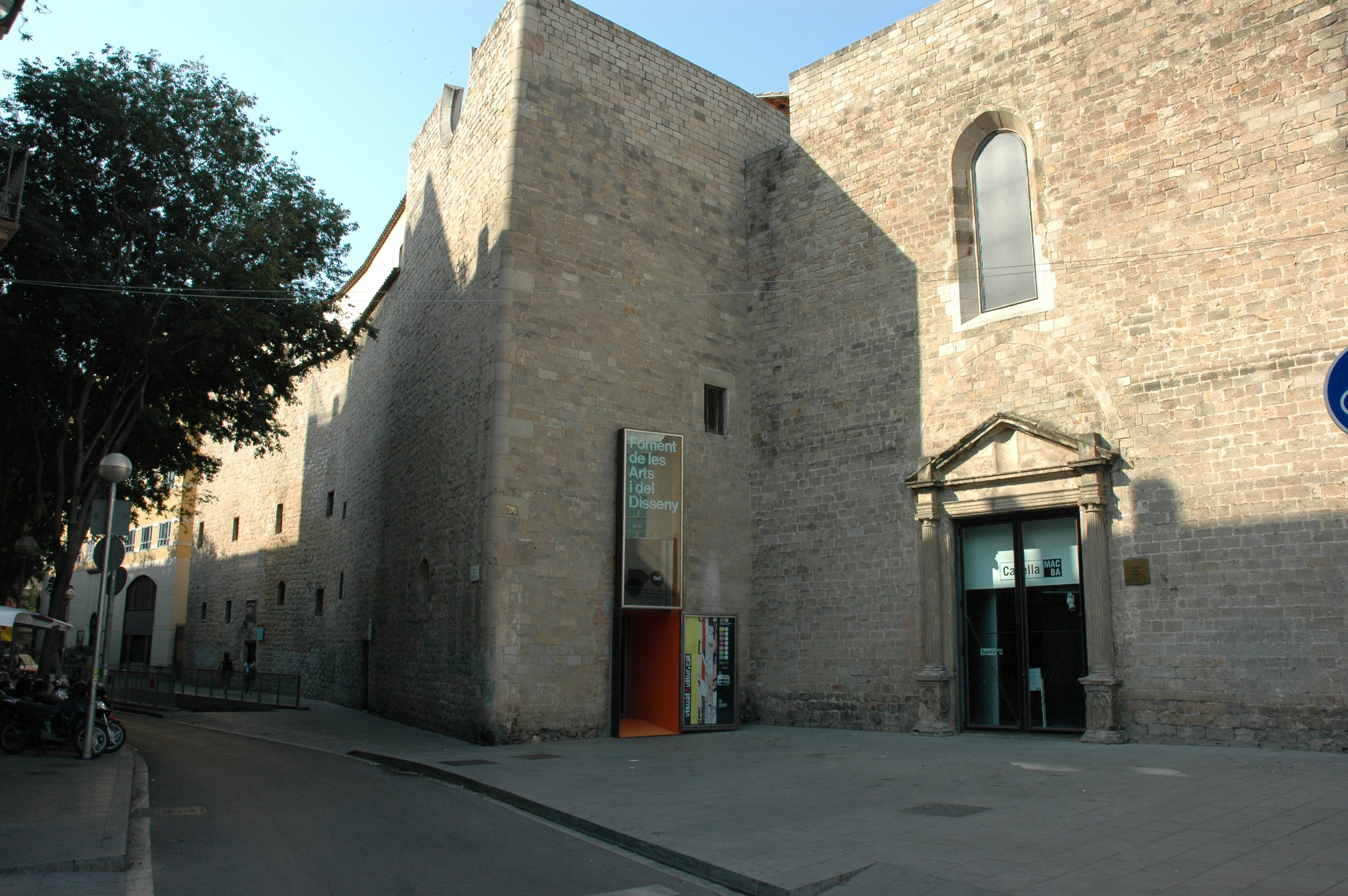
Entrada al Convent dels Àngels

El Convent dels Àngels, en castellano, Convento de los Ángeles, situado en la calle de los Ángeles número 7, justo en frente del edificio principal del MACBA, fue inicialmente concebido como convento para las monjas de la Tercera Orden de Santo Domingo en la ciudad de Barcelona, aunque actualmente se utiliza como espacio cultural y acoge el Centro de Documentación del museo y La Capilla, un espacio expositivo experimental con programación propia. También acoge la sede del Fomento de las Artes Decorativas. Del edificio original se conservan tres grandes salas con bóvedas, alguna de ellas con ménsulas decoradas. En el interior de la capilla del Peu de la Creu hay uno de los pórticos del renacimiento más importantes de la ciudad. La iglesia, proyectada por el maestro Bartolomé Roig, es de trazado gótico, de una sola nave de cinco tramos con capillas laterales entre contrafuertes, ábside poligonal y una fachada sencilla con un portal del renacimiento. El resto del convento es de líneas muy sobrias, sobre todo la fachada extensa en la que hay pocas aberturas y solo está ornamentada en una puerta del siglo XVI con un escudo y un relieve que representa un Ángel de la Guarda.
La Capilla
Desde septiembre de 2006 la Antigua iglesia del convento forma parte del espacio expositivo conocido con el nombre de La Capilla. Se han realizado exposiciones de artistas como Armando Andrade Tudela, Pep Duran o Latifa Echakhch. Debido a la situación económica, durante el mes de noviembre de 2011 se decidió parar la programación propia del espacio para convertirlo en un espacio de alquiler para eventos externos, para ampliar el margen de ingresos propios de la institución, a la espera de una remontada económica que permita retomar la programación propia.

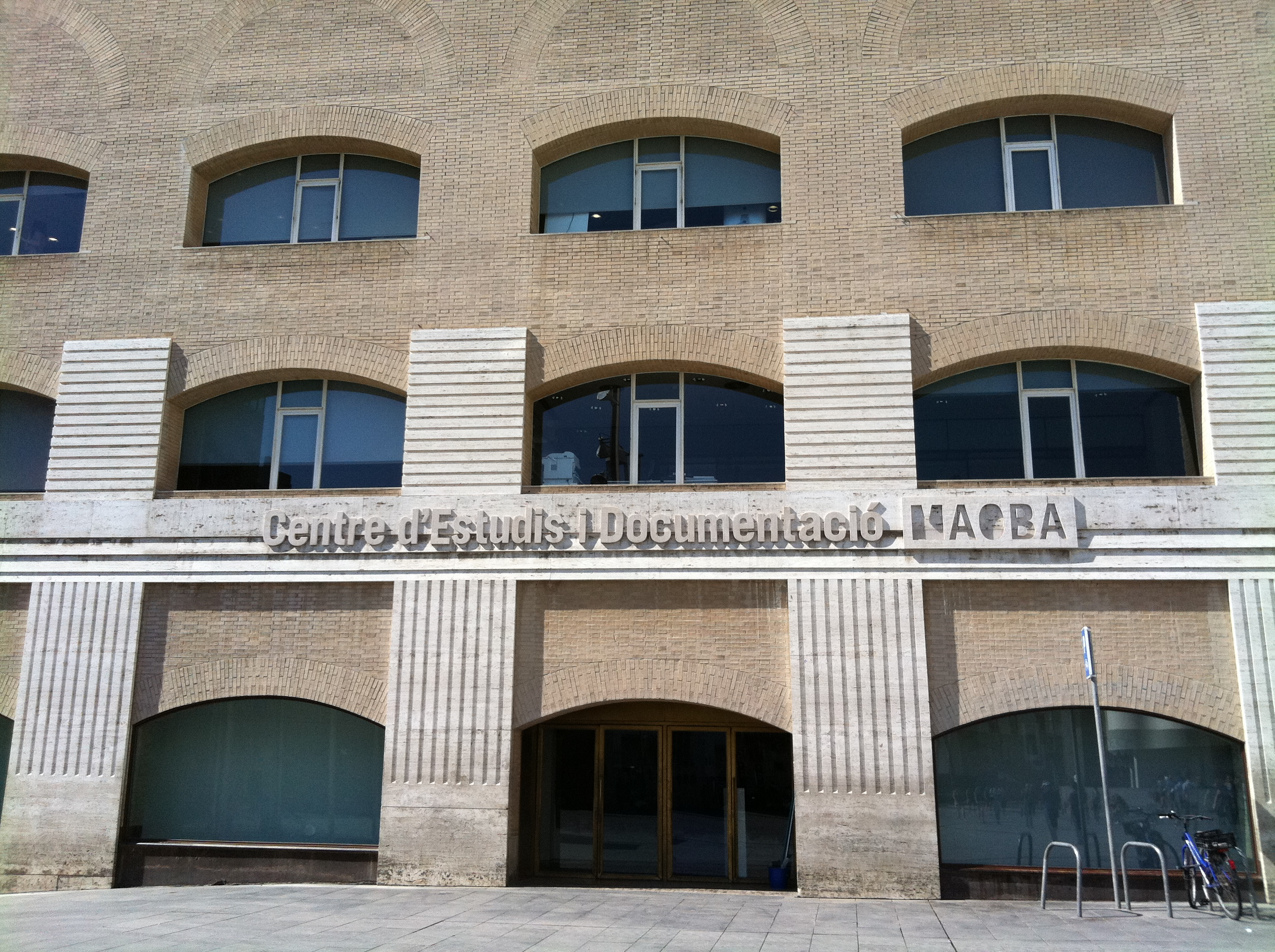
Fachada del Centro de Estudios y Documentación del MACBA, ubicado justo al lado del edificio principal

Centro de Estudios y Documentación
El Centro de Estudios y Documentación del MACBA una de las alas del convento desde 2007.

## Colección
La Colección MACBA es el eje vertebrador del Museo permite investiga el recorrido de las líneas fundamentales de la creación artística contemporánea desde la segunda mitad del siglo XX.
El fondo de la colección MACBA está formado por más de 5000 obras, creadas desde finales de los años 50 hasta la actualidad. La colección como tal se creó oficialmente el 19 de junio de 1997 cuando se firmó el Consorcio MACBA entre la Generalidad de Cataluña, el Ayuntamiento de Barcelona y la Fundación Museo de Arte Contemporáneo, uniendo los fondos depositados previamente, así como de otros conjuntos de obras cedidas o depositadas por otras instituciones o por coleccionistas privados.
La colección comienza con el abstracción matérica de los años cincuenta del siglo XX, incorporando obras del pop europeo y de las vanguardias de los años 60 y 70. También dispone de obras que testimonian el retorno de la figuración fotográfica y la escultura minimalista del 80 y acaba con las obras más actuales. Incorpora obra de artistas de todo el mundo, prestando especial atención a los artistas sudamericanos, del mundo árabe y los países del Este.
En 2007 se creó el Centro de Estudios y Documentación MACBA, que desarrolla una faceta de coleccionismo complementaria con la colección tradicional.
En 2010, el MACBA annuncia que Philippe Méaille ha depositado su fondo de 800 obras del collectivo Art & Language. El depósito, para cinco años, convierte el museo, según su director, Bartomeu Marí, en el centro que cuenta con más obras de este colectivo en todo el mundo. Una grande retrospectiva del movimiento se organizará en octubre de 2014 : Art & Language Uncompleted The Philippe Méaille Collection.
Más adelante, en 2011, La Fundación "La Caixa" y el museo unieron sus colecciones de arte contemporáneo, creando una colección de 5500 obras. Fruto de esta unión, el otoño de 2011 se presentó en Barcelona la exposiciónVolumen!, Con obras de artistas destacados como Bruce Nauman, Cristina Iglesias, Antoni Muntadas o Xavier Miserachs, entre muchos otros.
Está previsto que las colecciones del MACBA y la Caja se puedan ver en la China, Japón, Filipinas y Malasia entre 2012 y el 2014, gracias a una colaboración con Acción Cultural Española (AC / E).

## Centro de Estudios y Documentación
En 1995 se creó la Biblioteca del MACBA y en 2007 se enriqueció con la incorporación de los libros, revistas y documentos que constituían el antiguo Centro de Documentación Alexandre Cirici, fundado en 1984. El centro conserva y colecciona documentos originales en diversos formatos como cartas, fotografías personales, libros de artista, invitaciones, carteles, folletos, revistas en papel y digitales, bibliografía de referencia y documentos audiovisuales, entre otros. Dependiendo del tipo de material se conserva en la Biblioteca o el Archivo. Uno de sus objetivos, además de conservar la documentación, es la difusión activa de estos contenidos. Para llevarla a cabo, dispone de un programa de residencias para investigadores. El catálogo de la biblioteca se puede consultar en línea
Actualmente dispone de unos 64 000 documentos de diferentes tipos:
- 60 000 monografías, catálogos de exposición y libros de ensayo, teoría y estudios culturales.
- 1400 títulos de publicaciones periódicas, tanto actuales como históricas.
- 1500 documentos audiovisuales que incluyen videos de creación, documentales, películas de cine y el archivo audiovisual de las actividades del MACBA.
- 1000 documentos sonoros de música contemporánea, sound art y otras manifestaciones híbridas entre la música y la creación artística.
- Una incipiente colección de partituras de música contemporánea.

En julio de 2010 se firmó un acuerdo de compartir colecciones con la Fundación "La Caixa", que también supuso una donación de 4000 volúmenes del fondo bibliográfico de la fundación en el Centro de Documentación del Macba.
En enero de 2012 ha sido depositado en el MACBA el monumental legado de Joan Brossa, que comprende el solo más de 60 000 ítems.
Los materiales del Archivo se organizan, en un primer nivel de clasificación, según su procedencia. Así, los fondos documentales han sido generados y organizados por una persona o una entidad concreta en el desarrollo de su actividad o en el ejercicio de sus funciones. Entre ellos se cuentan archivos personales de artistas y críticos de arte, así como archivos de galerías de arte, colectivos artísticos y el propio archivo institucional del MACBA. Los demás documentos, sobre la base de alguna característica común en tipología o contenidos, se estructuran en colecciones documentales que se amplían a medida que se incrementan los materiales del Archivo. 
Algunos de los fondos documentales que forman parte del Archivo son: el Fondo Histórico MACBA, el Conjunto documental sobre las performances de Esther Ferrer, la Colección documental Between the Frames (1983-1993): grabaciones originales, entrevistas, el Fondo ADAG, el Fondo Galeria Ciento, el Fondo Grup de Treball, el Fondo Joan Brossa, el Fondo Luis Claramunt, el Fondo Maria Lluïsa Borràs, el Fondo Museo de Arte Contemporáneo de Barcelona (1959-1967), el Fondo Nervo Óptico / Espaço N.O., el Fondo Pere Sousa y el Fondo Xavier Miserachs, entre otros.
El Repositorio Digital del MACBA conserva el fondo digital, tanto artístico como documental, del museo, y facilita el acceso en abierto a una selección de contenidos a través de Internet y desde cualquier ubicación. Desde la Biblioteca del MACBA se puede acceder a un número mayor de contenidos, no disponibles en abierto por las restricciones legales que afectan a las obras y a los documentos conservados en el Repositorio. 
- Centro de Documentación y Arte Contemporáneo Alexandre Cirici: es un centro público de investigación del arte contemporáneo dependiendo de la Generalidad de Cataluña. Se creó en el año 1984 por el departamento de Cultura de la Generalidad de Cataluña y se integró en 2007 en la Biblioteca del MACBA en Barcelona.[26]

## Fundación MACBA
La Fundación MACBA es una entidad privada sin ánimo de lucro, de gestión autónoma e independiente, creada en 1987 por un conjunto de representantes de la sociedad civil que creían que una ciudad como Barcelona debía tener su propio museo de arte contemporáneo con proyección internacional. Inicialmente estaba formada por 37 miembros de un patronato y 33 por empresas. Actualmente se encarga de proteger la colección del museo, habiendo aportado más de dos mil obras de arte, y de representar a la sociedad civil dentro del consorcio MACBA, que es el órgano rector del museo. En este órgano rector también están presentes la Generalidad de Cataluña, el Ayuntamiento de Barcelona. Un año después, en 1988, se creó el Consorcio MACBA, donde también participa el Gobierno de España mediante el Ministerio de Cultura. El actual presidente de la Fundación es Ainhoa Grandes Massa.
La Fundación gestiona la colección permanente, con obras desde los años 50 del siglo XX. Están representados tres periodos del arte contemporáneo: el primero abarca los años cuarenta a los sesenta; el segundo, los años sesenta y setenta y; el tercero, las últimas cuatro décadas. Las colecciones se centran en el arte catalán y español desde 1945, aunque algunos artistas internacionales también están representados. La colección permanente, así como las exposiciones temporales, buscan ejemplificar la misión de la Fundación.
A raíz del acuerdo establecido con "La Caixa", Rodés dijo en noviembre de 2011 que "Barcelona se merece un espacio donde la colección Macba-La Caixa esté expuesta de forma permanente", reclamando un nuevo espacio donde exhibir la colaboración colección del museo.

## Actividades educativas

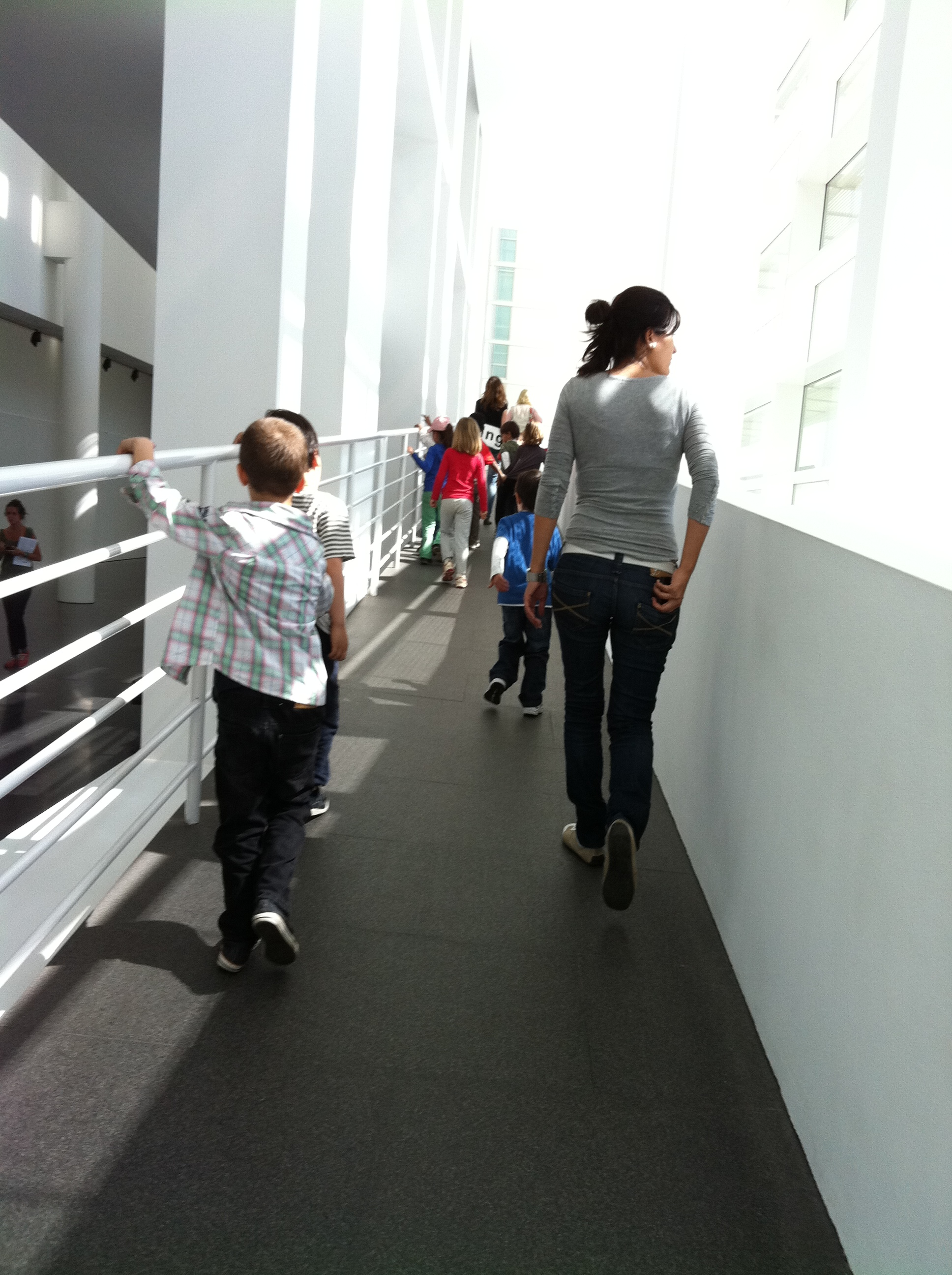
Actividades específicas para público escolar

El museo tiene varios programas tanto en la iniciación y la familiarización con el arte contemporáneo como en cuanto a la investigación, el estudio y la formación especializada, con el objetivo «de profundizar en el conocimiento y destacar la relevancia social del arte». Están dirigidos a diversos tipos de públicos y la oferta de actividades incluye cine, música, literatura, entre otros. Desde el museo también se gestiona el Programa de Estudios Independientes (PEI), un posgrado dirigido a las nuevas prácticas creativas contemporáneas.

## Publicaciones
Desde su apertura el MACBA inició un proyecto de publicación editorial, publicando tanto los catálogos de las exposiciones temporales como libros monográficos y ensayos de arte, especializados en crítica y pensamiento contemporáneo, intentando documentar exposiciones y contribuir al estudio del arte contemporáneo.
Tienen una línea editorial basada en la publicación digital, donde actualmente hay varias series de publicaciones en línea o en papel:
- Catálogos de exposición
- Ensayo
- Contratextos: colección surgida de la colaboración entre el MACBA y la Universidad Autónoma de Barcelona. Recoge textos de seminarios, cursos y conferencias del Museo.
- Desacuerdos: proyecto de colaboración a nivel estatal entre diversas instituciones culturales, buscando aquellas prácticas, modelos y contramodelos culturales que no respondan al tipo de estructuras impuestas en España desde la transición.
- Cuadernos portátiles
- Cuadernos de audio
- Serie Capella MACBA: documentación sobre el proyecto llevado a cabo en el espacio de la Capilla.

## Radio Web MACBA
Radio Web MACBA (RWM) es una radio en línea que explora el pensamiento crítico, la música experimental, el arte radiofónico, la oralidad, y el arte sonoro, con un servicio de subscripción de podcast. Es un proyecto del MACBA, que fue iniciado en 2006 y fue la primera propuesta cultural en explorar el formato del podcasting en el territorio español. Sirve como herramienta para documentar el presente continuo del museo, a la vez que desarrolla sus propias líneas de investigación. En su catálogo, con más de 800 podcasts, destacan conversaciones con Laura Mulvey, Griselda Pollock, Silvia Federici, Oyeronke Oyewumi, Martha Rosler, Art & Language, Michel Feher, Mark Fisher, Franco Berardi, Ann Demeester, Judith Butler, Rick Prelinger, Suely Rolnik, Allan Sekula, Seth Siegelaub, Kenneth Goldsmith, Alvin Lucier, Muntadas, Philippe Méaille, Stuart Bailey, Will Holder, Guy Schraenen, Fefa Vila, Cabello/Carceller, Esther Ferrer, La Ribot, Yvonne Rainer, César Rendueles, María Ruido, Bernard Stiegler, etc.

## Directores
Varias personas han gestionado el museo desde su gestación:
- Alexandre Cirici-Pellicer (1960-1965)

- Luis Monreal y Agustín (1965-1989)
- Daniel Giralt-Miracle (1989-1994)
- Miquel Molins (1995-1998)
- Manuel J. Borja-Villel (1998-2007)
- Bartomeu Marí (2008-2015)
- Ferran Barenblit (2015 - 2021)
- Elvira Dyangani Ose (2021 - presente)

## Premio
El 2011 creó, junto con Han Nefkens, un nuevo premio artístico internacional, dotado con 50 000 euros. El primer galardonado se anunciará durante 2012 y se le encargará la realización de una obra de arte en las calles de Barcelona. El primer jurado estará formado por la directora de la Whitechapel Art Gallery, Iwona Blazwick, el comisario Adriano Pedrosa y la comisaria libanesa Christine Tohme.

## Polémica por esculturaHaute couture 04 Transport
El museo expone la muestra La bestia y el soberano desde el 19 de marzo y hasta agosto de 2015, una exposición organizada por el propio MACBA y el Württembergischer Kunstverein (WKV) de Stuttgart. Dicha muestra incluye la escultura Indumentaria inapropiada para conquistar /Haute Couture 04 Transport de la artista austriaca Inés Doujak, la cual muestra a Juan Carlos I sodomizado por Domitila Barrios de Chungara y esta a su vez por un perro pastor alemán, encima de cascos oxidados de la SS los cuales son vomitados con flores por el monarca hispano. Pensada para ser inaugurada el 18 de marzo, la muestra fue cancelada por mostrar dicha escultura. Según el exdirector Bartomeu Marí "las obras de arte son mensajes y hay determinados mensajes que no son apropiados que la institución emita", por lo que decidió cancelar la muestra ante la oposición a su exclusión por parte del comisario de la exposición y de la propia artista. Dos días después, luego de un escándalo mediático en torno a la censura y la libertad de expresión, Marí se retractó de la decisión y decidió inaugurarla al tiempo en que presentaba su renuncia La renuncia del director fue aceptada. Debido al Efecto Streisand que provocó la presunta censura de la obra, el fin de semana inaugural el museo recibió 43 por ciento más de visitas a las que tiene normalmente.

## Polémica por el retrato de la colección Philippe Méaille
Por razones de seguridad a causa de la inestabilidad política en Cataluña, Philippe Méaille anuncia que está repatriando su colección en Francia al Castillo de Montsoreau-Museo de Arte Contemporáneo. Macba deplorará la decisión de Philippe Méaille de no renovar su contrato de cesión con la institucíon, y se asegurará de que la seguridad de la colección esté asegurada, y que sus argumentos no coinciden en absoluto con la realidad. Surgirán voces para denunciar un pretexto por parte del coleccionista, para repatriar las obras de Art & Language en su museo, abierto solo un año antes.